# Aleksandr Tutxkin
Aleksandr Tutxkin   (Lviv, 15 de juliol de 1964) és un jugador d'handbol rus, ja retirat, guanyador de tres medalles olímpiques.

## Biografia
Va néixer el 15 de juliol de 1964 a la ciutat de Lviv, població situada en aquells moments a la República Socialista Soviètica d'Ucraïna (Unió Soviètica) i que avui en dia forma part d'Ucraïna. Amb la desintegració de la Unió Soviètica adoptà la nacionalitat russa.

## Carrera esportiva
Va participar, als 24 anys, en els Jocs Olímpics d'Estiu de 1988 celebrats a Seül (Corea del Sud) on, en representació de la Unió Soviètica, va aconseguir guanyar la medalla d'or en la competició masculina. Absent dels Jocs Olímpics d'estiu de 1992 realitzats a Barcelona (Catalunya) i dels de 1996 realitzats a Atlanta (Estats Units), va participar en els Jocs Olímpics d'Estiu de 2000 realitzats a Sydney (Austràlia), on va tornar a aconseguir la medalla d'or, si bé en aquesta ocasió en representació de Rússia. En els Jocs Olímpics d'Estiu de 2004 realitzats a Atenes (Grècia), amb 40 anys, aconseguí guanyar la medalla de bronze en aquesta competició.
Al llarg de la seva carrera ha guanyat dues medalles en el Campionat del Món d'handbol i una en el Campionat d'Europa.
A nivell de clubs jugà, entre d'altres, al SKA Minsk (1983-1990), TUSEM Essen (1990-1997), Minden (1997-2000) i Cantàbria (2002). Les principals victòries a nivell de club foren la Copa d'Europa (1987, 1989, 1990), la Recopa d'Europa (1988) i la Supercopa d'Europa (1989).